# Haemogregarina tetraodontis
Haemogregarina tetraodontis is een soort in de taxonomische indeling van de Myzozoa, een stam van microscopische parasitaire dieren. Het organisme komt uit het geslacht Haemogregarina en behoort tot de familie Haemogregarinidae. Haemogregarina tetraodontis werd in 1961 ontdekt door Mackerras & Mackerras.